# Grupp B i Europamästerskapet i fotboll för damer 2009
Grupp B i Europamästerskapet i fotboll för damer 2009 spelades mellan den 24 och 30 augusti 2009.

## Tabell
| Nr | Lag       | S | V | O | F | GM | IM | MS | P |
| -- | --------- | - | - | - | - | -- | -- | -- | - |
| 1  | Tyskland  | 3 | 3 | 0 | 0 | 10 | 1  | +9 | 9 |
| 2  | Frankrike | 3 | 1 | 1 | 1 | 5  | 7  | −2 | 4 |
| 3  | Norge     | 3 | 1 | 1 | 1 | 2  | 5  | −3 | 4 |
| 4  | Island    | 3 | 0 | 0 | 3 | 1  | 5  | −4 | 0 |

## Matcher

### Tyskland mot Norge
| 3 | 24 augusti 2009 17:00 UTC+3 | Tammerfors stadion000 Tammerfors000 |

|                                                                       | Tyskland        | 4 – 0 | Norge |  |
| Linda Bresonik 33′ (str.) Fatmire Alushi 90′, 90+4′ Anja Mittag 90+2′ | (1 – 0) Rapport |       |       |  |
|                                                                       |                 |       |       |  |

|  |  |  |

| Domare: Alexandra Ihringova (England) Ass. domare: Natalie Aspinall (England) Maria Sukenikova (Slovakien) Fjärdedomare: Efthalia Mitsi (Grekland) | Publik: 6 552 |  |

### Island mot Frankrike
| 4 | 24 augusti 2009 20:00 UTC+3 | Tammerfors stadion000 Tammerfors000 |

|                            | Island          | 1 – 3                                                                | Frankrike |  |
| Hólmfríður Magnúsdóttir 6′ | (1 – 1) Rapport | 18′ (str.) Camille Abily 53′ (str.) Sonia Bompastor 67′ Louisa Nécib |           |  |
|                            |                 |                                                                      |           |  |

|  |  |  |

| Domare: Natalia Avdontjenko (Ryssland) Ass. domare: Romina Santuari (Italien) Ella De Vries (Belgien) Fjärdedomare: Yuliya Medvedeva-Keldyusheva (Kazakstan) | Publik: 6 552 |  |

### Frankrike mot Tyskland
| 10 | 27 augusti 2009 17:30 UTC+3 | Tammerfors stadion000 Tammerfors000 |

|                    | Frankrike       | 1 – 5                                                                                           | Tyskland |  |
| Gaëtane Thiney 51′ | (0 – 3) Rapport | 9′ Inka Grings 17′ Annike Krahn 45+1′ Melanie Behringer 47′ Linda Bresonik 90+1′ Simone Laudehr |          |  |
|                    |                 |                                                                                                 |          |  |

|  |  |  |

| Domare: Kateryna Monzul (Ukraina) Ass. domare: Maria Sukenikova (Slovakien) Tonja Weckström (Finland) Fjärdedomare: Yuliya Medvedeva-Keldyusheva (Kazakstan) | Publik: 3 331 |  |

### Island mot Norge
| 11 | 27 augusti 2009 20:00 UTC+3 | Lahtis stadion000 Lahtis000 |

|  | Island          | 0 – 1                | Norge |  |
|  | (0 – 1) Rapport | 45′ Cecilie Pedersen |       |  |
|  |                 |                      |       |  |

|  |  |  |

| Domare: Cristina Dorcioman (Rumänien) Ass. domare: Lada Rojc (Kroatien) Natalie Aspinall (England) Fjärdedomare: Kirsi Heikkinen (Finland) | Publik: 1 399 |  |

### Tyskland mot Island
| 15 | 30 augusti 2009 16:00 UTC+3 | Tammerfors stadion000 Tammerfors000 |

|                 | Tyskland        | 1 – 0 | Island |  |
| Inka Grings 50′ | (0 – 0) Rapport |       |        |  |
|                 |                 |       |        |  |

|  |  |  |

| Domare: Kirsi Heikkinen (Finland) Ass. domare: Tonja Weckström (Finland) Corinne Nadine Lagrange (Frankrike) Fjärdedomare: Efthalia Mitsi (Grekland) | Publik: 3 101 |  |

### Norge mot Frankrike
| 16 | 30 augusti 2009 16:00 UTC+3 | Finnair Stadium000 Helsingfors000 |

|                    | Norge           | 1 – 1             | Frankrike |  |
| Lene Storløkken 4′ | (1 – 1) Rapport | 16′ Camille Abily |           |  |
|                    |                 |                   |           |  |

|  |  |  |

| Domare: Alexandra Ihringova (England) Ass. domare: Natalie Aspinall (England) Ella De Vries (Belgien) Fjärdedomare: Yuliya Medvedeva-Keldyusheva (Kazakstan) | Publik: 1 537 |  |